# Okres Schwyz
Okres Schwyz (německy Bezirk Schwyz) je jedním z okresů kantonu Schwyz ve Švýcarsku. Jeho sídlem je Schwyz.

## Poloha
Okres Schwyz zahrnuje oblast mezi Zugským a Lucernským jezerem, údolí řeky Muota a údolí řeky Biber směrem k Einsiedelnu. Zhruba odpovídá tzv. staré zemi Schwyz, která byla po staletí historicky významnou na úrovni moderního kantonu Schwyz.
Okres zahrnuje 15 politických obcí. Oblast tedy zahrnuje i části severně od rozvodí u Mythenu, což je dáno rozšířením území v době Staré švýcarské konfederace.

## Historie
Spolu s Uri a Unterwaldenem je Schwyz jedním ze tří tzv. starých míst, která v roce 1291 založila Starou švýcarskou konfederaci. Pro dějiny údolí se stal důležitým spor s opatstvím Einsiedeln. Opatství, založené roku 934 ze Štrasburku, dostalo darem od švábských vévodů a římskoněmeckých císařů rozsáhlé pozemky. Patřily k nim řeky Sihl, Alp a Biber. V 11. století se zde rozšířil chov velkých hospodářských zvířat. To vyžadovalo více pastvin a horských pastvin. Těch bylo dostatek na druhé straně rozvodí (Biberegg-Haggenegg-Holzegg-Ibergeregg), a tedy na území kláštera. Vyklízení rolníků a únos mnichů obyvateli Schwyzu vedly k odvetné kampani Habsburků, kteří byli od roku 1283 pány Waldstattu. Vítězství v tomto vojenském konfliktu (bitva u Morgartenu v roce 1315) nakonec zajistilo obyvatelům Schwyzu držbu značných území za masivem Mythen.

## Seznam obcí
| Znak          | Název obce    | Počet obyvatel (31. 12. 2022) | Rozloha (km²) | Hustota zalidnění (obyv./km²) |
| ------------- | ------------- | ----------------------------- | ------------- | ----------------------------- |
| Alpthal       | Alpthal       | 618                           | 22,88         | 27                            |
| Arth          | Arth          | 12 358                        | 42,02         | 294                           |
| Illgau        | Illgau        | 815                           | 10,96         | 74                            |
| Ingenbohl     | Ingenbohl     | 9197                          | 13,40         | 686                           |
| Lauerz        | Lauerz        | 1124                          | 9,18          | 122                           |
| Morschach     | Morschach     | 1206                          | 20,84         | 58                            |
| Muotathal     | Muotathal     | 3516                          | 172,14        | 20                            |
| Oberiberg     | Oberiberg     | 867                           | 33,17         | 26                            |
| Riemenstalden | Riemenstalden | 84                            | 11,20         | 8                             |
| Rothenthurm   | Rothenthurm   | 2519                          | 22,75         | 111                           |
| Sattel        | Sattel        | 2021                          | 17,39         | 116                           |
| Schwyz        | Schwyz        | 15 685                        | 53,18         | 295                           |
| Steinen       | Steinen       | 3696                          | 11,85         | 312                           |
| Steinerberg   | Steinerberg   | 951                           | 6,92          | 137                           |
| Unteriberg    | Unteriberg    | 2432                          | 46,43         | 52                            |
| Celkem (15)   | Celkem (15)   | 57 090                        | 494,31        | 115                           |